# Copa Mundial de Béisbol 5
La Copa Mundial de Béisbol 5 (B5WC, y a veces denominada Copa Mundial de Béisbol 5 Senior)  es un campeonato mundial de béisbol 5 (B5) de género mixto que se lleva a cabo cada dos años, con la primera edición celebrada en 2022 en México y disputada por 12 países de 5 continentes. Está gobernado por la Confederación Mundial de Béisbol y Sóftbol. 
Cuba fue el primer campeón mundial de este deporte, al imponerse 2:0 en la final a Japón en 2022. 

## Historia
La Confederación Mundial de Béisbol y Sóftbol lanzó un proyecto para una nueva versión urbana de béisbol/sóftbol en 2017. La nueva disciplina de cinco contra cinco, que solo requiere una pelota para jugar, se basó en las 'cuatro esquinas' en cuba o 'Pelotica de goma' en Venezuela, se desconoce quién lo jugó primero. 
El primer campeonato de béisbol 5 de la WBSC se llevó a cabo en La Habana, Cuba, los días 23 y 24 de noviembre de 2017. 
Después de un período de prueba inicial, la WBSC dio a conocer las Reglas Oficiales de Béisbol 5 en marzo de 2018. La Junta Ejecutiva de la WBSC aceptó oficialmente como una disciplina oficial.
En enero de 2020, la Junta Ejecutiva del Comité Olímpico Internacional votó para incluir al béisbol 5 como deporte de medallas oficial del programa de Juegos Olímpicos de la Juventud. 
Antes del inicio de la pandemia global, Francia derrotó a los anfitriones Lituania en la final del Campeonato Europeo de Béisbol 5 en febrero de 2020. Fue el primer campeonato continental y clasificatorio para la primera Copa Mundial. 
Esta primera Copa estaba originalmente planificada para celebrarse en 2020. Por los efectos de la pandemia tuvo que reprogramarse para 2021, y luego para 2022, año en que definitivamente se celebraría en Ciudad de México. 
En abril de 2023 se confirmó que Hong Kong será la sede de la Copa Mundial de Béisbol 5 de 2024 del 7 al 12 de octubre. 

## Formato de competición
El béisbol 5 se juega en partidos que presentan una serie del mejor de tres partidos. Cada partido consta de cinco entradas. El número de jugadores activos por equipo durante un partido es de cinco. El equipo defensivo siempre debe tener un mínimo de dos atletas por género en el campo. Lo mismo se aplica a la formación oficial. 
Un total de 12 equipos participarán en el evento, comenzando por la fase de grupos, donde se han formado dos grupos en función de las clasificaciones en los eventos continentales.
La Ronda de Apertura consta de un round robin a una vuelta, con los tres primeros clasificados de cada grupo avanzando a la Súper Ronda, mientras que los otros seis equipos participarán en la Ronda de Colocación.
Los dos mejores equipos de la Súper Ronda competirán por el título de Campeón Mundial de Béisbol 5, mientras que los equipos número tres y cuatro jugarán por la medalla de bronce.

## Clasificación
Un total de 12 equipos participarán en el evento, comenzando por la fase de grupos, donde se han formado dos grupos en función de las clasificaciones en los eventos continentales.
Con el formato aprobado, la WBSC ha distribuido los cupos continentales de la siguiente manera: 
- WBSC Africa: 2 cupos
- WBSC Américas: 3 cupos
- WBSC Asia: 3 cupos
- WBSC Europe: 2 cupos
- WBSC Oceanía: 1 cupo
- Wild card Anfitrión: 1 cupo

## Resultados
| Año           | Sede             |         | Final     | Final      | Final        |           | Partido por el Tercer Lugar | Partido por el Tercer Lugar | Partido por el Tercer Lugar |
| Año           | Sede             | Campeón | Resultado | Subcampeón | Tercer lugar | Resultado | Cuarto lugar                |                             |                             |
| 2022 Detalles | Ciudad de México | Cuba    | 2–0       | Japón      | China Taipéi | 2–0       | Venezuela                   |                             |                             |
| 2024 Detalles | Hong Kong        | Cuba    | 2–0       | Japón      | Francia      | 2–0       | Venezuela                   |                             |                             |

### Medallero
| Pos. | País         | Oro | Plata | Bronce | Total |
| ---- | ------------ | --- | ----- | ------ | ----- |
| 1    | Cuba         | 2   | 0     | 0      | 2     |
| 2    | Japón        | 0   | 2     | 0      | 2     |
| 3    | China Taipéi | 0   | 0     | 1      | 1     |
| 4    | Francia      | 0   | 0     | 1      | 1     |

## Equipos participantes
- — Campeón
- — Subcampeón
- — Tercer Lugar

| Equipos       | 2022 | 2024 | Años |
| ------------- | ---- | ---- | ---- |
| Australia     | ×    |      | 0    |
| China Taipéi  | 3.º  |      | 1    |
| Cuba          | 1.º  |      | 1    |
| Francia       | 9.º  |      | 1    |
| Hong Kong     | 12.º |      | 1    |
| Japón         | 2.º  |      | 1    |
| Kenia         | 8.º  |      | 1    |
| Lituania      | 11.º |      | 1    |
| México        | 5.º  |      | 1    |
| Sudáfrica     | 7.º  |      | 1    |
| Corea del Sur | 10.º |      | 1    |
| Túnez         | 6.º  |      | 1    |
| Venezuela     | 4.º  |      | 1    |
| N.º of Teams  | 12   |      |      |